# Денніс Гентенар
Денніс Гентенар (нід. Dennis Gentenaar; нар. 30 вересня 1975, Неймеген) — нідерландський футбольний воротар, футбольний тренер. Вихованець клубу НЕК, виступав також за дортмундську «Боруссію», «Аякс», «ВВВ-Венло» та «Алмере Сіті».

## Клубна кар'єра
Денніс Гентенар розпочав свою футбольну кар'єру в юнацькій команді клубу ЗОВ з його рідного міста Неймегена. Пізніше Денніс почав виступати за молодіжний склад клубу НЕК на позиції півзахисника. Дебют Денніса в основній команді НЕКа відбувся 26 листопада 1995 року в матчі чемпіонату Нідерландів проти ПСВ, коли Гентенар вийшов на поле 58-й хвилині замість півзахисника Хуана В'єдми, оскільки основний воротар команди Вілфріда Брокгейса отримав червону картку. До цього моменту НЕК програвав з рахунком 0:2, в результаті ПСВ в гостях здобув перемогу з рахунком 0:5.
Всього в сезоні 1995/96 Гентенар зіграв лише 2 матчі, в основному Денніс у сезоні виступав за молодіжний склад НЕКа. Лише у сезоні 2000/01 Денніс став основним воротарем рідного клубу і за п'ять сезонів провів у чемпіонаті 170 матчів, а у сезоні 2003/04 Денніс був названий найкращим гравцем свого клубу і був лише одним із шести гравців турніру, які зіграли у всіх 34 матчах чемпіонату, від першої до останньої хвилини.
Влітку 2005 року Гентенар вирушив до Німеччини, ставши гравцем дортмундської «Боруссії», але відразу опинився в ролі запасного воротаря.
На початку лютого 2006 року Денніс підписав трирічний контракт з амстердамським «Аяксом», але контракт починав діяти лише з червня 2006 року і тому Деннісу довелося залишитися в Німеччині. Лише після того, як Роман Вайденфеллер отримав травму, Гентенаар отримав шанс у команді і дебютував 4 березня 2006 року в матчі чемпіонат Німеччини проти «Майнца», що завершився внічию 1:1. Всього за «Боруссію» Денніс провів 10 матчів у чемпіонаті та пропустив 12 м'ячів.
У червні 2006 року Денніс став гравцем «Аякса», але Гентенару відводилася роль лише третього воротаря в клубі після Мартена Стекеленбурга та Кеннета Вермера. Дебютував Денніс лише наприкінці року, 27 грудня у матчі проти «Роди» з Керкраде. Гентенар відіграв весь матч, а його команда здобула домашню перемогу з рахунком 2:0. У своєму першому сезоні за «Аякс» Денніс зіграв у чемпіонаті два матчі, а також став володарем Кубка Нідерландів. За три сезони в «Аяксі» Гентенар зіграв лише сім матчів, при цьому у сезоні 2008/09 Денніс не провів жодної гри у чемпіонаті.
На початку червня 2009 року Гентенар підписав трирічний контракт із клубом «ВВВ-Венло», який у сезоні 2008/09 став переможцем другого дивізіону Нідерландів. Перехід 33-річного воротаря обійшовся команді безкоштовно, оскільки контракт Денніса з «Аяксом» спливав 30 червня 2009 року. Гентенар став заміною бельгійському воротарю Кевіна Бегуа, який не надто вдало виступав у сезоні 2008/09.
У липні 2012 року Денніс уклав дворічний контракт із клубом «Алмере Сіті», але провів у команді один сезон, після чого повернувся у рідний НЕК, де і завершив кар'єру воротаря у 2014 році.

## Тренерська кар'єра
Тренерську кар'єру розпочинав як тренер воротарів у амстердамських клубах АФК та «Аякс».
У червні 2019 року він став тренером воротарів у клубі «Аль-Вахда» (Абу-Дабі) в Об'єднаних Арабських Еміратах, де спочатку працював у штабі головного тренера Моріса Стейна, а після його звільнення залишився у команді й працював з його наступниками Маноло Хіменесом та Марком Вотте.
У січні 2021 року Гентенар став тренером воротарів у «Маккабі» (Тель-Авів) в штабі іншого свого співвітчизника Патріка ван Леувена. Наприкінці грудня 2021 року, після звільнення Ван Левена в жовтні, його трудовий договір було розірвано.
У липні 2023 року знову погодився увійти до штабу Ван Леувена, ставши тренером воротарів «Шахтаря» (Донецьк). Але вже 16 жовтня 2023 року увесь тренерський штаб був звільнений через невтішну роботу.
На початку 2025 року увійшов у тренерський штаб Ван Леувена у клубі «Металіст 1925».

## Досягнення
- Володар Кубка Нідерландів: 2007
- Футбольний воротар року у Нідерландах: 2003